# Berliner Republik
Berliner Republik wird mitunter in der Tradition der Begriffe Weimarer Republik und Bonner Republik die historische Periode nach der Vereinigung der Deutschen Demokratischen Republik mit der Bundesrepublik Deutschland benannt. Am 20. Juni 1991 beschloss der Deutsche Bundestag, den Kernbereich der Regierungsfunktionen von Bonn nach Berlin zu verlegen. Der Umzug wurde im Sommer 1999 vollzogen und am 1. September 1999 offiziell wirksam.

## Vorgeschichte der Berliner Republik
Nach Nationalsozialismus und Zweitem Weltkrieg 1949 konstituierte sich der Westteil der geteilten Nation als Bundesrepublik mit der vorläufigen Bundeshauptstadt Bonn, von der der Name Bonner Republik abgeleitet wurde. Eine neue Hauptstadt wurde benannt, weil der zur Bundesrepublik gerechnete Westteil der ehemaligen Reichshauptstadt Berlin zwar nicht zum Gebiet der Sowjetischen Besatzungszone gehörte, aber von diesem Gebiet, der späteren DDR, vollständig umgeben war.
Durch den Vertrag über die abschließende Regelung in Bezug auf Deutschland (sogenannter Zwei-plus-Vier-Vertrag) der beiden deutschen Staaten mit den vier Hauptsiegermächten wurde 1990 ein gemeinsamer souveräner deutscher Staat wiederhergestellt, indem die DDR der Bundesrepublik beitrat. Berlin wurde dabei in Artikel 2 des Einigungsvertrags zur Hauptstadt bestimmt, der Sitz von Regierung und Parlament jedoch bis zur Entscheidung im Juni 1991 offengelassen. Der Begriff der Berliner Republik bezeichnet – bei unklarer zeitlicher Abgrenzung – die Epoche des wiedervereinigten Deutschland und versucht sie von der Geschichte der Bonner Republik abzugrenzen.

## Begriffsentstehung
Der Begriff entstand bereits in der so genannten „Hauptstadtdebatte“ 1990/91. Durch den Publizisten Johannes Gross wurde er Anfang der 1990er Jahre als Kunstwort in die Debatte eingeführt. Die bisherige Haupt- und heutige Bundesstadt der Bundesrepublik Deutschland, Bonn, galt dabei als eine scheinbar nichtnationale Hauptstadt, weil sie nur Hauptstadt der Westrepublik gewesen war, das in West und Ost geteilte Berlin hingegen vor der Teilung Hauptstadt der ganzen Nation.
In der Politik und in den Medien wurde mit dieser Debatte nach Ansicht der britischen Sozialhistorikerin Joannah Caborn die Frage nach dem neuen nationalen Selbstverständnis gestellt: „Die bescheidene föderalistische BRD verstand sich als Antipode des nationalistischen, zentralistischen NS-Staats, während in der DDR der Sozialismus und der Internationalismus als staatstragende Pfeiler den Nationalismus ersetzen sollten“. „Mit dem Ende der Teilung sollte aus zwei Staaten eine Nation werden, ohne daß man sich darüber im klaren war, wie diese Nation aussehen sollte.“ Die Verschiebung hin zu einem selbstbewussteren Bezug zur Nation zeigte sich dabei auch in der Wahl der Hauptstadt und dem damit verbundenen Begriff von der Berliner Republik. Der Begriff Berliner Republik steht also auch für eine Debatte um das nationale Verständnis in der Geschichte Deutschlands seit 1990.

## Die Berliner Republik in der Literatur und im Feuilleton
Im November 1997 stellten die Welt-am-Sonntag-Redakteure Heimo Schwilk und Ulrich Schacht im Deutschen Dom in Berlin ihr Buch Für eine Berliner Republik vor. Die Laudatio hielt Jörg Schönbohm. Diese Buchpräsentation wurde am 29. Januar 1998 im Beitrag Die Angst vor dem Euro: Das rechte Spektrum macht mobil des ARD/RBB Magazins Kontraste vom Autor Reinhard Borgmann kritisch thematisiert. Anwesend waren, bei diesem von Borgmann als Treffen von Mitgliedern der Neuen Rechte bezeichneten Buchvorstellung unter anderem, der Bundeswehr-Standortkommandant Hans Helmut Speidel, der umstrittene Historiker Ernst Nolte, der ehemalige Bundesbauminister Oscar Schneider sowie der extrem rechte Organisator der sogenannten Dienstagsgespräche Hans Ulrich Pieper (ehemals Die Republikaner, seit 2011 NPD). Anschließend wurde die rechte Buchvorstellung noch zweimal in der TAZ von Barbara Junge thematisiert. Zuerst in einem Bericht über die Buchvorstellung und später dann in einem Porträt über den Berlin Standortkommandant Hans Helmut Speidel, Zitat: „Ich wäre lieber nicht dort gewesen.“
Ein weiteres Beispiel für die Popularisierung, „sich positiv über die Nation zu äußern“, ist das patriotische Buch Eckhard Fuhrs aus dem Jahr 2005: Wo wir uns finden – Die Berliner Republik als Vaterland. Der Welt-Feuilleton-Chef integriert unter anderem Martin Walser in den Diskurs über die Berliner Republik und versucht „die Versöhnung von Martin Walser mit Jürgen Habermas“. Martin Walser, der sich vor dem Hintergrund der Wiedervereinigung gegen einen „negativen“ Nationendiskurs wendet, sieht sich in der Tradition deutscher Nationaldichter wie Thomas Mann. Die Debatten um Walser, der vor Auschwitz als „Moralkeule“ warnte, zeigt die enge Verknüpfung des neuen Nationaldiskurs in der Berliner Republik mit einer Abkehr von dem Anspruch, „sich der NS-Zeit und ihrer Verbrechen zu erinnern“ (Caborn).
Jan-Holger Kirsch sieht eine „Neudefinition ‚nationaler Identität’ im vereinten Deutschland“ als typisch für die „Berliner Republik“. Im Gegensatz zu früher werden Bekenntnisse zur Nation und Bekenntnisse zur historischen Schuld nicht mehr als Widerspruch empfunden. Die Auseinandersetzung mit der NS-Vergangenheit spielt demnach beim Streit um das Berliner „Holocaust-Mahnmal“ nur eine nachgeordnete Rolle. Es handelt sich eher um eine Identitätspolitik, bei der jüdisches Gedenken und Partizipation trotz ostentativer Vereinnahmung tendenziell ausgeschlossen werden.

## Merkmale der Berliner Republik
Gegenüber der Zeit bis 1990 veränderten sich einige bisherige politische Konstanten in der nunmehr das vereinte Deutschland umfassenden Bundesrepublik, was in Debatten mit der psychologischen Abgrenzung von der Bonner Republik in Zusammenhang gebracht wird.
Der Sozialstaat wurde durch teils als neoklassisch bewertete Konzepte (Hartz-Konzept, Standortpolitik, Agenda 2010) in seinem Leistungsumfang verändert. Probleme des Sozialstaats ergeben sich der vorherrschenden Meinung zufolge aus der Demografie (Prinzip des Generationenvertrags) und aus strukturellen Schwächen des Arbeitsmarkts als finanzielle Grundlage sozialer Leistungen. Andere sozialstaatliche Modelle wie das bedingungslose Grundeinkommen werden zunehmend bezüglich ihrer Sinnhaftigkeit und Durchführbarkeit diskutiert.
Es erfolgte der Umbau der exekutiven Organe des Bundes und der inneren Sicherheit (Schily-Pakete, Antiterrordatei, Vernetzung von Polizei und Geheimdienst, Bundespolizei, Heimatschutzkonzept, Gemeinsames Terrorismusabwehrzentrum). Die Sicherheitspolitik der Bundesrepublik ist geprägt vom Aspekt der Terrorismusbekämpfung und erörtert zu diesem Zweck unter besonderen Bedingungen die Einschränkung von Grundrechten. Diskussion oder Planungen bezüglich der Grundrechte beziehen sich auf die Einschränkung des Asylrechts und auf die Vereinfachung der Kommunikationsüberwachung. Geplante Maßnahmen der Exekutive wurden aber auch als verfassungswidrig vom Verfassungsgericht abgelehnt (Luftsicherheitsgesetz).
Die Bundesrepublik erweiterte ihre militärische und außenpolitische Rolle. Die Bundeswehr nimmt oder nahm (auch teilweise mit harten Mandaten) bei Missionen der Vereinten Nationen teil (Somaliaeinsatz, KFOR, SFOR, International Security Assistance Force). Am Kosovokrieg beteiligte sich die Bundesrepublik, ohne dass dieser Einsatz durch eine UN-Resolution legitimiert wurde. Zusammen mit Frankreich argumentierte die Bundesrepublik im Sicherheitsrat vehement gegen den Irakkrieg. Als ein G4-Staat hat oder hatte die Bundesrepublik Ambitionen auf einen dauerhaften Sitz im Sicherheitsrat der Vereinten Nationen.
Themen der Berliner Republik:
- Deutschland und Europa: deutsche Dominanz bzw. möglicher europäischer Supranationalismus, Eurokrise, Staatsschuldenkrise
- Deutschlands Rolle in der Welt: internationale Friedenssicherung, Terrorismus-Bekämpfung, Großmacht-Frage
- Der Umgang mit der nationalsozialistischen Vergangenheit, nachdem es die meisten Zeitzeugen nicht mehr gibt (unter anderem mit der Schlussstrichdebatte)
- Demografischer Wandel und Einwanderungsland Deutschland
- Technischer Fortschritt und seine Folgen: Digitale Revolution, Datenschutz
- Energiewende und Klimawandel
- Veränderungen im Fünfparteiensystem
- Flüchtlingskrise in Deutschland 2015/2016 und ihre Folgen
- COVID-19-Pandemie und ihre Folgen